# Kiczera (masyw Czoła)
Kiczera – zalesiony szczyt o wysokości 964 m n.p.m. w Bieszczadach Zachodnich. Położony na północny wschód od szczytu Czoło.